# Redundo
Redundo é uma aldeia portuguesa, situada na freguesia de Monte Córdova, no concelho de Santo Tirso, com uma área de 2,45 Km2 e 394 habitantes. É aí que nasce o rio Leça.{Carece de fontes}}
1. ↑  «Censos 2021». Consultado em 23 de agosto de 2023